# Perizoma albimacula
Perizoma albimacula là một loài bướm đêm trong họ Geometridae.